# Pałac w Wysokiej (powiat głubczycki)
Pałac w Wysokiej – zabytkowy pałac, który znajduje się w Wysokiej.
Wybudowany w roku 1749 przez Karola Traugot Skrbenskiego. Przebudowany na barokowy w roku 1850. Całkowicie zdewastowany pod koniec XX wieku. Od 2010 roku twa odbudowa. W pobliżu znajduje się park, który jest wstępnie odrestaurowany; z paradnym podjazdem, i XIX wieczną aleją lipową.
Do wojewódzkiego rejestru zabytków wpisane jest:
- zespół pałacowy, XVIII-XIX:
  - pałac, nr rej.: 326/58 z 10.03.1958 (wypis z księgi rejestru)
  - park, nr rej.: 170/88 z 23.03.1988
  - spichrz, nr rej.: 799/64 z 13.04.1964.

## Historia
Zespół pałacowo parkowy z folwarkiem
Najprawdopodobniej wieś Wysoka w dzisiejszej gminie Branice, została założona około XIII wieku. Po raz pierwszy została odnotowana w roku 1267 jako Wissoka. 
W 1450 roku jej właścicielem był Jan Havranowski, który 25 stycznia 1485 r. kupił Klimkovice, a w następnym roku majątek o nazwie Petretin. Poślubił Annę, córkę Niczki von Heide z Nowej Cerekwi, wdowę po Ulryku z Gródczan. W 1480 r. został odnotowany jako członek komisji rozgraniczającej majątki Samborowice i Pietrowice Wielkie.
W maju 1565 roku źródła wymieniają Jerzego Wysockiego z Wysokiej, który został aresztowany przez Karniowską (Krnovską ) radę margrabiego Jerzego Fryderyka Hohenzollerna i zmuszony do zapłacenia po upływie terminu kary pieniężnej w wysokości 50 florenów. Prawdziwym powodem tego aresztu była walka morawskiej szlachty księstwa Karniowskiego o uznawane przez nią prawa morawskie, które chciał zastąpić prawem niemieckim margrabia Hohenzollern. 
Według autora Herbów szlachty śląskiej, Romana Sękowskiego, w 1575 r. starosta księstwa Karniowskiego Joachim von der Dame był starostą lub właścicielem Wysokiej.
W II połowie XVI wieku właścicielem Wysokiej był Martin Kinner von Scherffenstein. Był to urodzony w 1534 roku w Głubczycach luteranin, który studiował w Wittenberdze filozofię i poezję. Jego nauczycielem i przyjacielem był słynny niemiecki humanista i grecysta Filip Melanchton. W 1557 roku po powrocie do Głubczyc Kinner został pisarzem miejskim i syndykiem. Mieszkał w domu przy dzisiejszej ul. Kozielskiej. Był kompozytorem pieśni kościelnych, napisał utwory w 2 księgach, pt. „Silvulae musicae.” Poza majątkiem Wysoka, posiadał również Bogdanowice oraz Lodenice. Zmarł w 1597 roku we wsi Broszowice koło Ząbkowic Śląskich, w drodze z Kłodzka do Wrocławia. Został pochowany w głubczyckim kościele parafialnym, gdzie do dziś zachowała się jego płyta nagrobna (w kruchcie) z renesansowym kartuszem herbowym. Miał 14 dzieci, z których równoimienny syn, Martin, został zamordowany w drodze z Wysokiej do Holasovic w 1595 roku przez własnego strzelca. Dziedzicem majątku został Chrystian Kinner von Scherffenberg.
W 1727 roku znajdujemy na Wysokiej barona Poppena, pana na Dzierżysławiu i Lubotyniu.  W 1740 roku Wysoką, Dzierżysław i Lubotyń otrzymała jako posag córka Poppena, Gabriela, która poślubiła Karola Traugotta Skrbenskiego nad Hostalkovem i to właśnie oni zbudowali pałac w 1749 roku. Córka ich, Maksymiliana, poślubiła hrabiego Sobecka, który przejął Wysoką, Dzierżysław i Lubotyń, natomiast syn tego hrabiego, Antoni hrabia v. Sobeck, który wiódł hulaszcze kawalerskie życie, wydzierżawił w 1819 roku majątek gminie Wysoka, a gmina zakupiła go w 1821 roku za 52 tys. talarów. Ponieważ gmina okazała się niewypłacalna, majątek kupił adwokat Josef Klaps z Opawy w 1832 roku za 31 tys. tal., późniejszy właściciel majątków Branice i Michałkowice, a po nim przejęła go jego córka, Maria, w drugim małżeństwie żona barona Fryderyka v. Eickstedt na Strzybniku. Rodzina v. Eickstedt była na Wysokiej jeszcze w 1926 roku (Fritz Mordian v. Bischoffshausen - Eickstedt). 
W I poł. XVIII w., został zbudowany barokowy pałac w Wysokiej, a ...z gustem przebudowany w 1850r. Na piętrze nad sienią znajdował się piękny salon z zaokrąglonymi narożnikami. Nad wejściem do pałacu w 1850r. zamocowano balkon z żeliwną ozdobną balustradą. Dekoracje malarskie pałacu wykonał Franz Anton Sebastini w 1776r. w.
Kto był później właścicielem pałacu w Wysokiej? Wg pewnej, starszej mieszkanki tej wsi, był nim niejaki Haensel, który miał żonę Valerię, syna i córkę. Dostał się do niewoli podczas II wojny światowej. Wrócił po wojnie, został zatrzymany przez polską milicję i zmarł w obozie w Świętochłowicach. Na cmentarzu przykościelnym w Wysokiej zachował się nagrobek niejakiej Valerii Haensel, zmarłej w 1937r. Najprawdopodobniej była to właśnie żona właściciela pałacu. Z napisu na nagrobku wynika, że była członkinią NSDAP i kierowniczką miejscowej narodowo-socjalistycznej organizacji kobiet.
Pałac po wojnie przejęło państwo polskie i przeszedł on pod zarząd miejscowego PGR. Przez pewien czas mieszkało tu kilka rodzin i odbywały się tu wesela. Gdy ludzie się stąd wyprowadzili, wyposażenie zostało rozszabrowane. Zniknęły meble, obrazy, nawet posadzki i piece. Pałac ulegał powolnej dewastacji, mimo że ujęty był w rejestrze zabytków. Zniknęła wieńcząca go wieżyczka-sygnaturka z 1850r., widoczna jeszcze na zdjęciu w Katalogu zabytków z 1960 roku, zniknął też balkon zdobiący elewację frontową. Wnętrza pozbawiane okien, drzwi, wystrojów, zrujnowane schody i zawalone stropy. 
Zakupiony na licytacji sądowej barokowy pałac i park w totalnej ruinie, tylko dzięki podjęciu bezzwłocznych działań zabezpieczających, zostały uratowane przed niechybnym zapadnięciem się w niebyt. W grudniu 2013 roku podjęto działania w celu scalenia Parku, Pałacu i Folwarku. Dzięki współpracy z Wojewódzkim Konserwatorem Zabytków w Opolu, oraz Ministrem Kultury i Dziedzictwa Narodowego, Pałac powstaje z ruin, a cały Zespół Pałacowo-parkowy z Folwarkiem jest wspaniałym tłem dla organizowanych tam imprez kulturalnych, organizowanych już od roku 2010. Wydarzenia o zasięgu ponadregionalnym, w których licznie uczestniczą obywatele Polski i Czech. Planowane są imprezy których realizacja, co roku rozszerza zasięg oddziaływania zarówno po stronie polskiej, jak i po stronie czeskiej, wpisując się na stałe w kalendarz wydarzeń kulturalnych regionu.
Podczas wydarzeń obiekt jest udostępniany do zwiedzania, atrakcją jest możliwość kontaktu ze zwierzętami gospodarskimi.
Na terenie kompleksu działa Klub Jeździecki, a obiektem zarządza Fundacja "pałac Wysoka".